# Ernesto Cabruna
(Gabriele D'Annunzio su Ernesto Cabruna)
Ernesto Cabruna (Tortona, 2 giugno 1889 – Rapallo, 9 gennaio 1960) è stato un carabiniere italiano.
Asso dell'aviazione durante la prima guerra mondiale con otto vittorie aeree, è stato decorato con la medaglia d'oro al valor militare.

## Biografia
Nato a Tortona, nell'attuale provincia di Alessandria, il 2 giugno 1889, figlio del cappellaio Diodato ed Emilia Leone, frequentò le scuole elementari e tecniche. Fin da giovanissimo fu attratto dal volo anche studiando, progettando e realizzando rudimentali alianti. Nel 1910 ottenne un attestato di < privativa industriale > per due sue invenzioni denominate <Aeroplano> e <Nuova Elica>. Il 18 ottobre 1907 Cabruna a 18 anni entrò nella Legione Allievi Carabinieri di Roma.
Nella prima missione,nel 1908, fu impegnato a Bagnara nei soccorsi ai terremotati distinguendosi durante l'emergenza del terremoto di Messina. Nel 1908 venne promosso a vicebrigadiere. Volontario durante la guerra italo-turca, nel maggio 1912 fece parte di un contingente che occupò le isole di Rodi e Coo. Successivamente, divenuto brigadiere, fu nominato comandante della stazione dei carabinieri di Salbertrand, in Piemonte.
All'inizio della prima guerra mondiale chiese di essere inviato in prima linea e fu impiegato sull'Altopiano di Asiago nella 10ª Compagnia Carabinieri Mobilitata nell'ottobre 1915. Per l'impavida opera di soccorso prestata ai feriti nel corso dei bombardamenti austro-ungarici nella battaglia degli Altipiani, nel maggio 1916, ottenne una medaglia di bronzo al valor militare. Lo stesso mese chiese di diventare pilota e il 12 luglio fu assegnato al Deposito dell'aeronautica di Torino dove nell'autunno del 1916 ottenne il brevetto da pilota. Il 10 novembre venne inviato in zona di guerra ai comandi di un biplano Farman MF.11 nella 29ª Squadriglia, impegnata in missioni di ricognizione. Nel giugno 1917 il neo-promosso maresciallo Cabruna ritornò al Deposito di Torino, dove conseguì l'idoneità di pilota da caccia per i biplani Nieuport. Particolarmente degno di nota fu il combattimento nel cielo di Conegliano (TV) del 29 marzo 1918 che gli fece ottenere, il 4 aprile successivo, la promozione per merito di guerra a sottotenente molto ambita e avuta, per suo espresso desiderio, in commutazione della proposta della Medaglia d'Oro al V.M. In quell'occasione, infatti, attaccò da solo una formazione austro-ungarica composta da un bombardiere scortato da dieci caccia, riuscendo ad abbattere il capostormo. Gli altri aerei rinunciarono alla missione e tornarono indietro. A ricordo di questa impresa Achille Beltrame disegnò la copertina a colori della Domenica del Corriere dell'8 settembre 1918 intitolata "Uno contro undici". Ugo Fischetti ne scrisse la cronaca in uno dei Racconti dell'Aquila d'Oro edito dall'Istituto Nazionale di Propaganda Aeronautica 1920/30, Roma

Lo SPAD S.VII di Cabruna, conservato presso il Museo storico dell'Aeronautica Militare

Il 26 settembre decollato da Marcon, presso Mestre, su di un aereo modello Balilla, per una ricognizione sulle postazioni nemiche, ebbe un incidente a Castenedolo mentre era già in fase di atterraggio fu accecato dall'olio bollente fuoriuscito da una tubazione rotta, perse il controllo dell'aereo che al contatto con il terreno si capovolse. Cabruna riportò una grave commozione cerebrale, la frattura della clavicola destra ed escoriazioni in più parti del corpo. Curato all'ospedale militare di Brescia, tornò alla sua squadriglia ancora convalescente e già il 31 ottobre tornato operativo sfidò il nemico spingendosi a bassissima quota per distruggere due aerei austro-ungarici sorpresi in fase di decollo ad Aiello.
Durante il conflitto, fu inquadrato in diverse squadriglie (29ª, 84ª Squadriglia, 80ª Squadriglia Caccia e 77ª Squadriglia Aeroplani), svolgendo missioni di ricognizione e di caccia, sul Carso e sul Piave, con velivoli Nieuport-Macchi Ni.10 e SPAD S.VII. Gli furono riconosciute otto vittorie aeree in novecento ore di voli di guerra, nessun aereo da lui scortato fu abbattuto. Durante la prima guerra mondiale venne decorato con una medaglia di bronzo, due medaglie d'argento al valor militare e una croce al merito di guerra.

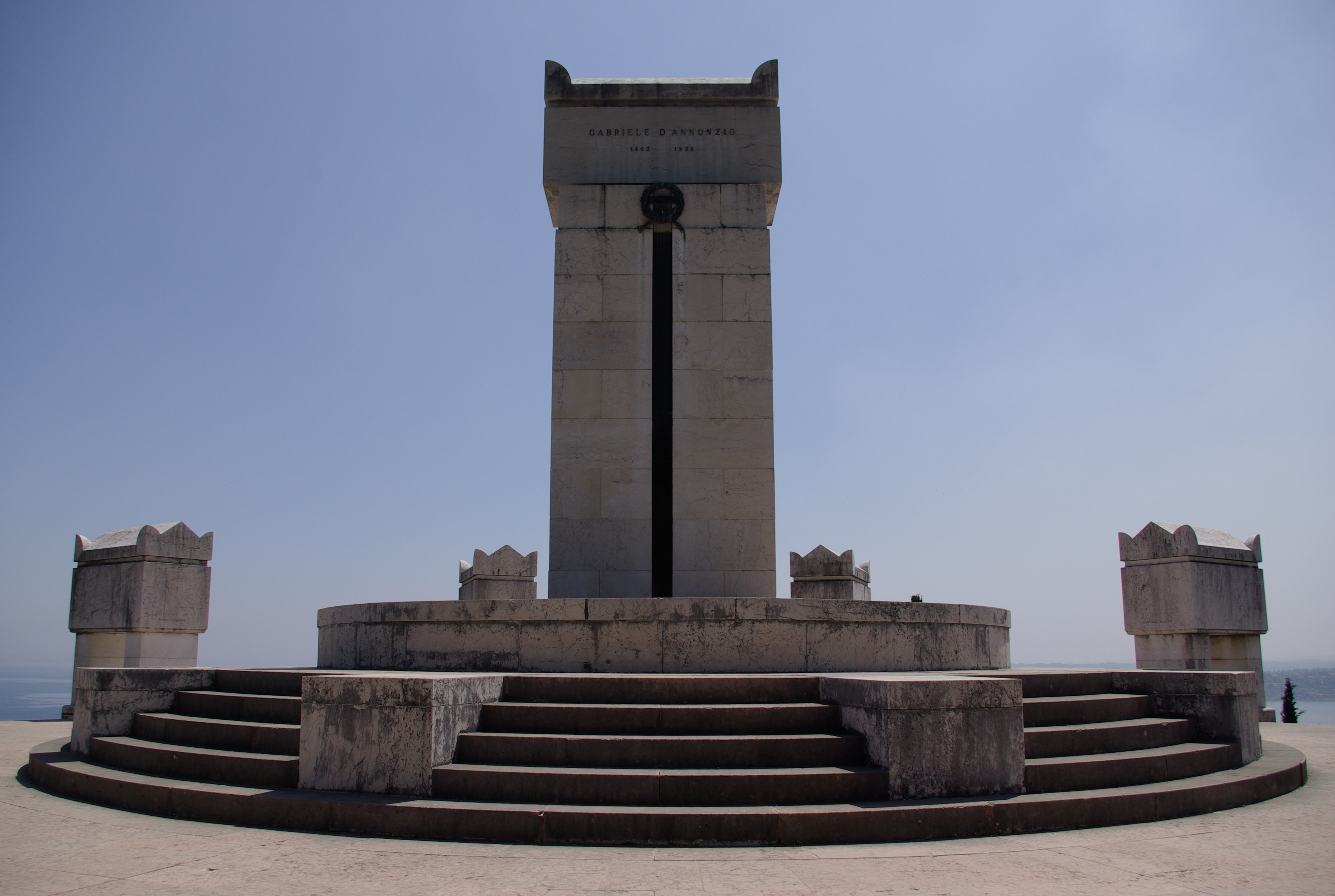
Il mausoleo di D'Annunzio. A sinistra la tomba di Cabruna

L'intensa attività di volo e le vittorie riportate fece guadagnare nel 1918 al Cabruna la seconda Medaglia d'Argento al Valor Militare:
Nel giugno del 1919 il Comandante della Terza Armata principe Emanuele Filiberto lo sceglie come simbolo di vittoria e lo incarica di portare in volo il suo aereo Spad VII a Genova dove sono esposti i più significativi cimeli della guerra appena conclusa. Gazzetta di Genova 30 giugno 1919. 
Nel dopoguerra, fu uno stretto collaboratore di Gabriele D'Annunzio, che raggiunse, primo aviatore, il 13 settembre 1919 a Fiume ricoprendo incarichi di fiducia e qui lo rappresentò dopo il "Natale di sangue" e dopo la partenza del poeta. Per la sua fede indiscussa, unico fra i legionari, decorato da D'Annunzio con la Medaglia d'Oro della Marcia di Ronchi, la cui motivazione termina con queste parole: 
Pur essendosi dimesso dall'Arma dei Carabinieri Reali per partecipare all'impresa fiumana, rimase sempre un carabiniere e non esitò a sfidare in duello alla pistola Mario Carli, autore di un articolo offensivo verso l'Arma. Dopo l'annessione di Fiume all'Italia venne reintegrato nell'Arma dei Carabinieri per poi passare nella Regia Aeronautica e per le sue gesta, il 24 maggio 1924 gli venne conferita, in commutazione della seconda medaglia d'argento, la medaglia d'oro al valor militare, oggi conservata presso il museo D'Annunzio Eroe al Vittoriale.
Nel dicembre del 1925 è promosso capitano con il compito di aiutante di volo del generale Piccio, Capo di Stato Maggiore dell'Aeronautica. Nel 1927 è comandante della Squadriglia Sperimentale Baracca a Ciampino (Roma). Qui vengono sperimentati i nuovi caccia Ansaldo AC 3, che subito manifestano alcuni problemi strutturali causa di incidenti mortali. Cabruna di sua iniziativa interrompe i voli che vengono ripresi dopo una superficiale inchiesta. Nei primi mesi del 1928 si verificano altri due incidenti mortali: precipitano l'asso Guido Nardini e il maresciallo aviere Luigi Furlan.Cabruna che era dotato di una pessima qualità:dire sempre quel che pensava e fare ciò che riteneva giusto, non seguendo le vie gerarchiche conferisce direttamente con il Duca delle Puglie a cui era destinato uno degli aerei caduti. È la fine della sua carriera: dopo tre mesi di fortezza, non gradito al regime, venne trasferito in Cirenaica.
In condizioni di salute non buone, poiché malato di cuore, in seguito alla eccezionale attività di servizio da lui espletata, venne collocato a riposo nel 1932.
Durante la seconda guerra mondiale ebbe rapporti con la Resistenza, ricercato dalla polizia, si rifugiò all'ospedale Fatebenefratelli sull'isola Tiberina a Roma.
Nel dopoguerra come Commissario dell'Associazione Mutilati d'Italia compì importanti missioni. Il 4 novembre 1945, a Parigi, rese omaggio al Milite Ignoto della Francia accompagnato all'Arco di trionfo dai rappresentanti dei mutilati, combattenti e partigiani francesi. Ottenne dal Governo di Belgrado (febbraio 1946) di inviare una delegazione in Jugoslavia per trattare il ritorno dei prigionieri italiani.
Ernesto Cabruna scrisse due libri: FIUME 10 gennaio 1921-23 marzo 1922 e Un italiano in Russia la cui pubblicazione fu vietata fino al 1945. Nel primo, diario documentato e attento di quanto avvenne a Fiume in quel periodo, rivendica i fatti in nome del legionarismo fiumano in contrapposizione alla versione data da chi aveva mire politiche specifiche. Il secondo libro è una raccolta di interessanti osservazioni fatte durante un viaggio personale attraverso la Grecia, la Turchia e la Russia, avvenuto nel 1935.
Il "magnifico asso cacciatore", uno dei protagonisti dell'impresa fiumana fu una persona molto riservata, galantuomo ostinato contro tutte le convenienze, in conseguenza di ciò fu un "isolato" in molte sue esperienze.
Si spense a Rapallo il 9 gennaio 1960 e qui venne sepolto per sua espressa volontà.
Le sue spoglie, alcuni anni dopo, vennero traslate a Gardone Riviera, nel mausoleo di D'Annunzio al Vittoriale.
Il 24 febbraio 1966 il Ministero della Difesa Aeronautica ha comunicato che il Capitano del Ruolo d'Onore dell'Arma Aeronautica
Ruolo Naviganti Cabruna Ernesto (ora deceduto) è stato promosso, ad anzianità, al grado di Maggiore con anzianità di grado 1.5.1954.
Il Capo di Stato Maggiore Gen.B.A. Luciano Nimis

## Dediche e riconoscimenti
Attualmente vi sono due SPAD S.VII che portano le sue insegne: un cuore rosso in campo bianco, simbolo della 77ª squadriglia ed il leone rampante, stemma della città natale, uno conservato presso il Museo Storico dell'Aeronautica Militare e l'altro presso la Scuola Ufficiali Carabinieri di Roma nel padiglione dedicato ai carabinieri pionieri dell'aria. Gli sono state dedicate vie a Rapallo, Genova, Fiumicino, Tortona, Alessandria, Ponte di Piave e Olbia, il Comando stazione carabinieri di Marcon e la Compagnia Carabinieri di Tortona, nonché diverse Associazioni Nazionali Carabinieri: Tortona, Mortara, Gubbio e Gardone Riviera.
La battaglia sopra ai cieli di Ponte di Piave gli valse la cittadinanza onoraria di Ponte di Piave, che gli fu conferita con deliberazione della Giunta Comunale del 13 novembre 1926. 
Il portale web dell'Aeronautica Militare Italiana propone una pagina intitolata "I grandi aviatori", dove vengono citate le maggiori personalità storiche dell'aviazione italiana, ponendo Cabruna tra di esse.

## Decorazioni e Onorificenze
Autorizzato a fregiarsi della Medaglia Commemorativa della Guerra Italo Turca 1911-12
Autorizzato a fregiarsi del Distintivo d'onore per la ferita riportata il 26 settembre 1918
Autorizzato a fregiarsi della Medaglia Commemorativa Nazionale della Guerra 1915-18
Autorizzato a fregiarsi della Medaglia Interalleata della Vittoria
Autorizzato a fregiarsi della Medaglia dell'Unità d'Italia
Cavaliere Ufficiale dell'Ordine della Corona d'Italia con decreto 11.06.1925
Grande invalido di guerra.